# 南極座γ
南極座γ，又名CP-82 4，HD 636、SAO 258215、HR 30，是南極座的一颗恒星，视星等为5.28，位于銀經304.63，銀緯-34.77，其B1900.0坐标为赤經0h 5m 30.4s，赤緯-82° -34.77′ 48″。